# Viseur de bombardement

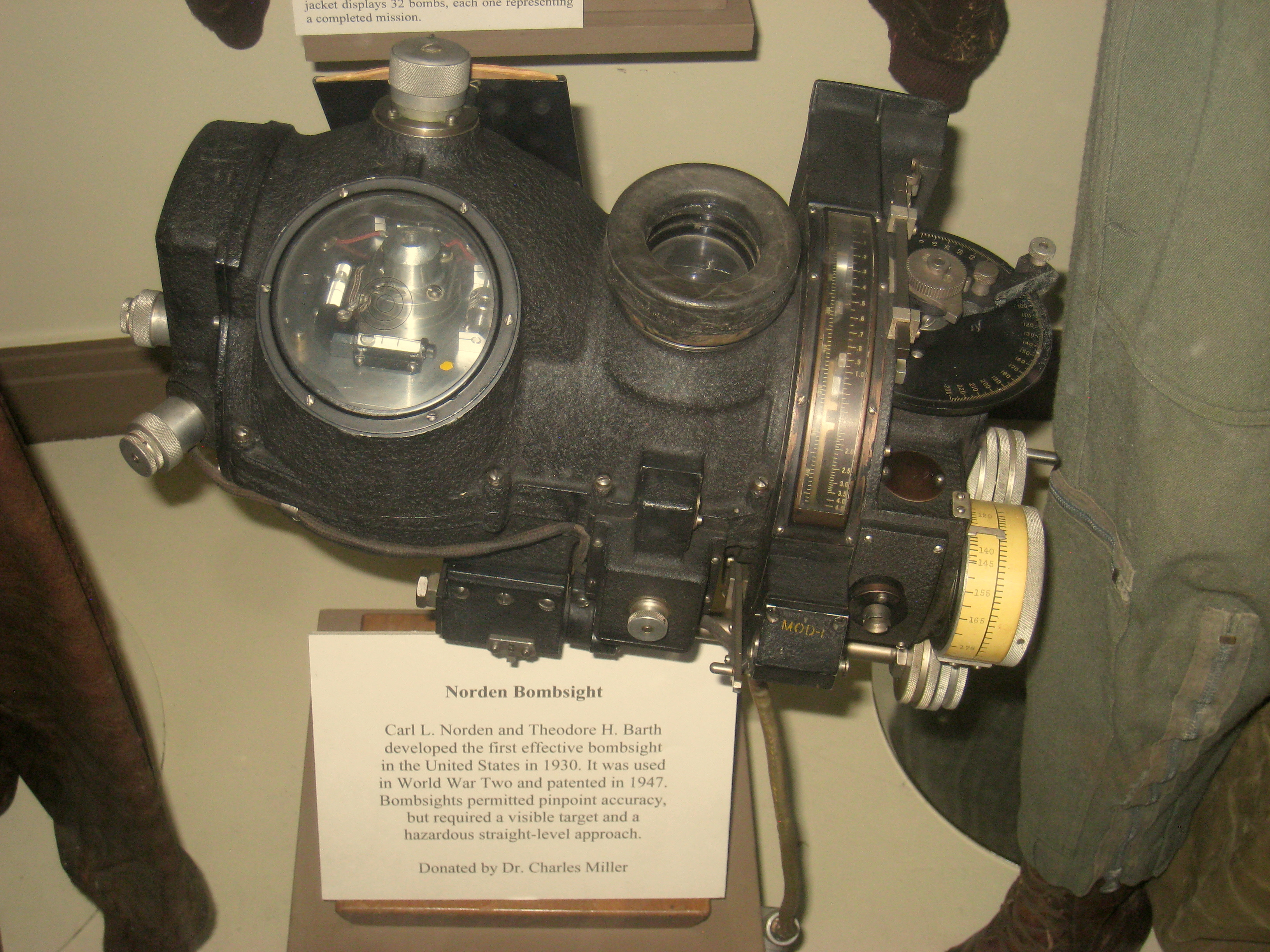
Un viseur Norden, mis au point dans les années 1930 et utilisé pendant la Seconde Guerre mondiale.

Un viseur de bombardement est un dispositif utilisé par les avions militaires pour larguer des bombes avec précision sur une cible. Ce viseur, qui figure dans les avions de combat de la Première Guerre mondiale, a d'abord été installé sur les avions-bombardiers, puis sur les chasseurs-bombardiers et maintenant les avions tactiques modernes qui assurent la majeure partie du bombardement.
Un viseur de bombardement doit estimer le chemin que parcourra la bombe après sa libération de l'aéronef. Les deux forces principales à considérer pendant sa chute sont la gravité et la traînée d'air, le chemin emprunté est de forme approximativement parabolique. D'autres facteurs peuvent influer sa course comme les changements de la densité de l'air et le vent, mais ce sont des préoccupations qui concernent principalement les bombes qui tombent pendant plus d'une minute avant d'atteindre leur cible.